# Ramessesnakht
Ramessesnakht o Ramsesnakht fou gran sacerdot d'Amon a Tebes, en els regnats de Ramsès IV (vers 1150) fins al de Ramsès IX (vers 1126 a 1108 aC). Era fill de Merubaste (cap dels secretaris del senyor de les Dues Terres) i estava casat amb Adjedet-Aat, filla del primer profeta de Nekhbet de nom Setau, amb la qual va tenir almenys tres fills Nebamun, Amenhotep, i Tamerit (aquesta casada amb el gran sacerdot d'Amon, Amenemope, segons les dades de la tomba d'aquest, la TT148).
Se sap que l'any 3 de Ramsès IV, al començament de l'exercici del seu càrrec, va dirigir una expedició al Wadi Hammamat a la cerca de pedra; segons una estela que recorda l'expedició, portava 8.368 homes una part dels quals eren militars.
Un escrivà de nom Panaho és esmentat al seu servei (i al de Wentawuat). Un virrei de Núbia portava el mateix nom segons una inscripció del temple d'Hatshepsut a Buhen però no se sap si era el mateix personatge.
La seva tomba és la TT293.

## Nota
1. ↑  Hermann Ranke: Die ägyptische Persönennamen. Verlag von J. J. Augustin in Glückstadt, 1935., p.219
2. ↑  Ramessesnakht apareix representat a la tomba de Setau